# تاج‌خاتون (چایپاره)
تاج‌خاتون، روستایی است از توابع بخش حاجیلار شهرستان چایپاره در استان آذربایجان غربی ایران.

## جمعیت
این روستا در دهستان حاجیلار شمالی قرار داشته و بر اساس سرشماری سال ۱۳۸۵ جمعیت آن ۳۸۲نفر (۷۷ خانوار) 
بوده است.